# (23408) Beijingaoyun
(23408) Beijingaoyun est un astéroïde de la ceinture principale.

## Description
(23408) Beijingaoyun est un astéroïde de la ceinture principale. Il fut découvert le 12 octobre 1977 à Nanking par l'observatoire de la Montagne Pourpre. Il présente une orbite caractérisée par un demi-grand axe de 3,05 UA, une excentricité de 0,19 et une inclinaison de 14,7° par rapport à l'écliptique.